# Врела (Теслић)
Врела је насељено мјесто у Босни и Херцеговини које је међуентитетском линијом подијељено између општине Теслић која припада Републици Српској и општине Тешањ која припада Федерацији БиХ.

## Географија
У прошлости је било дио околних села: Жарковине или Стењака у општини Теслић, и Калошевића у општини Тешањ. Јоргићи, заселак насеља Калошевић (ФБиХ), чији је дио након Дејтонског споразума припао Републици Српској, данас припада Врелима.
Са јужне и југоисточне стране село ограничавају брда према Теслићу, од којих је најистакнутији врх Дебело Брдо. Са сјеверне стране ограничава га ријека Велика Усора. На западу је тјеснац код брда Шкребин Камен, а на истоку тјеснац према селу Калошевић у Федерацији Босне и Херцеговине.
На подручју Врела, на локалитету Перило, последњих десетак година, при обилним пљусковима Велика Усора се изљева и плави околно подручје прекидајући саобраћај на магистралном путу Теслић — Добој.

## Историја
До 1968. године село је било локација битне жељезничке станице Врела на ускотрачној прузи.
У току распада Југославије и рата у БиХ, село Врела је било битан гранични прелаз између Републике Српске и Републике БиХ, на ком су вршене веће размјене заробљеника, погинулих и цивила.

## Становништво
Броји нешто мање од стотину становника, српске националности. Данас га насељавају веће породице Шкребић, Бубић, Иванић, Смиљић и неколико мањих породица. Крсна слава села („масла“) се обиљежава на духовски понедјељак.
Према попису становништва из 1991. године, мјесто је имало 379 становника.
| Демографија | Демографија | Демографија |
| Година      | Становника  | Становника  |
| ----------- | ----------- | ----------- |
| 1961.       | 453         |             |
| 1971.       | 461         |             |
| 1981.       | 528         |             |
| 1991.       | 458         |             |
| 2013.       | 57          |             |